# Kristie Marano

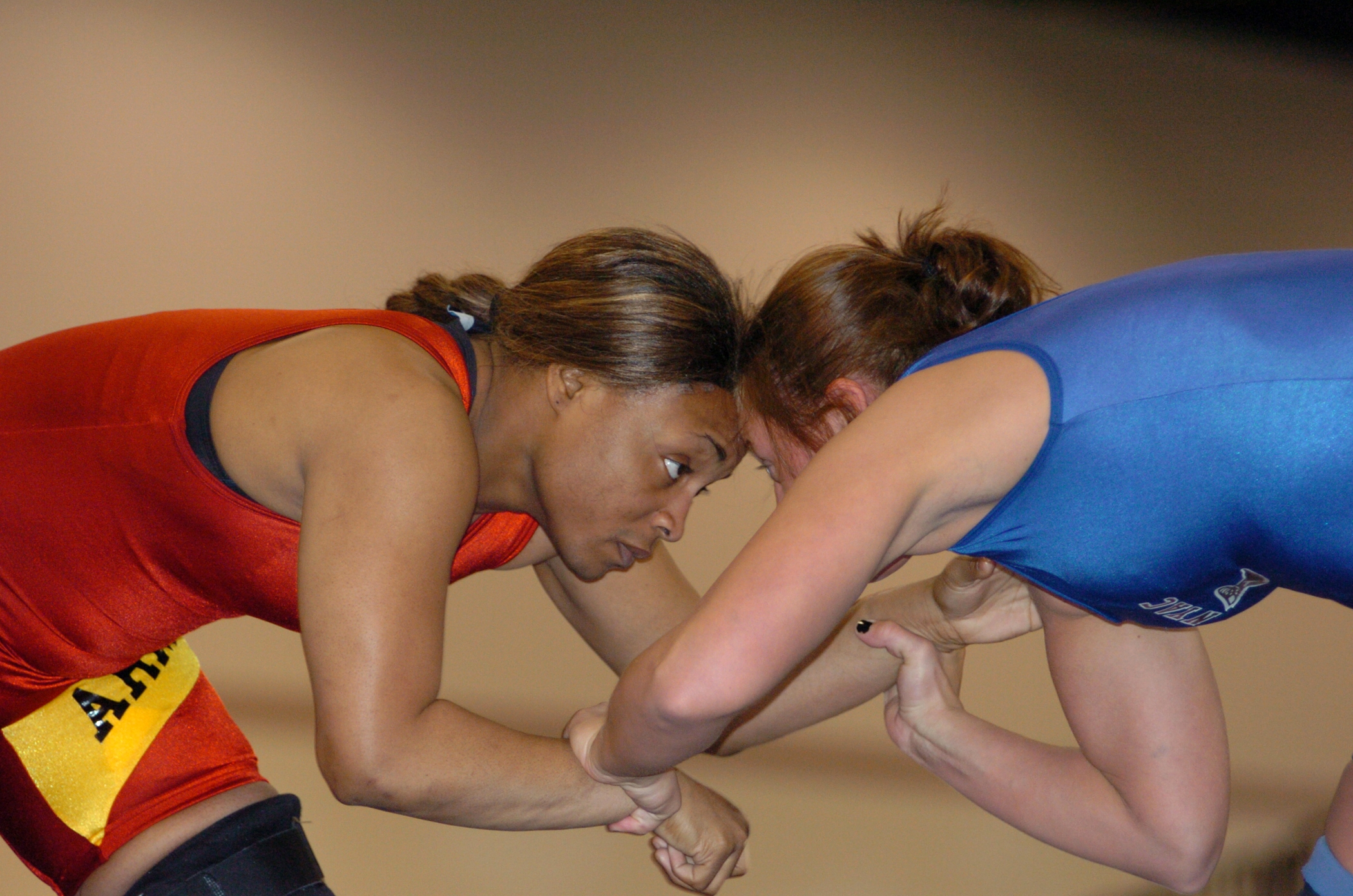
Kristie Marano (rechts) im Jahr 2007.

Kristie Marano (* 24. Januar 1979 in Albany, New York) ist eine US-amerikanische Ringerin und zweifache Weltmeisterin.

## Werdegang
Kristie Marano stammt aus einer Ringerfamilie. Ihr Vater Conrad Stenglein und ihre Brüder Matt und Joshua waren ebenfalls Ringer. Mit dem Ringen begann sie 1995 an der Colonie Central High School in Albany, nachdem sie vorher schon im Alter von 5 Jahren mit Judo begonnen hatte und diesen Sport bis zu ihrem 16. Lebensjahr betrieb. Nach der High School besuchte sie das Hudson Valley Community College und das Piles Peak Community College. Sie studierte Physik.
Beim Ringen waren bzw. sind ihre wichtigsten Trainer Andi Momm, Archie Randall, Terry Steiner und Link Davis. Sie wurde auch Mitglied des New York Athletic Club und trainierte lange Zeit im Trainingscenter des US-amerikanischen Ringerverbandes in Colorado Springs. Zu Beginn ihrer Laufbahn startete sie unter ihrem Geburtsnamen Kristie Stenglein. 1999 heiratete sie Chad Marano und nahm den Familiennamen Marano an. Unter diesem Namen hatte sie dann auch fast zehn Jahre lang ihre größten sportlichen Erfolge. Bereits vorher, 1998, hatte sie ihre erste Tochter Kayla geboren. Sie bemerkte dabei ihre Schwangerschaft so spät, dass sie bis wenige Wochen vor der Geburt noch voll im Training stand und sich auch an Wettkämpfen beteiligte. Auch nach der Geburt stand sie bereits 10 Tage später wieder auf der Ringermatte. Später trennte sich Kristie Marano von Chad Marano wieder und heiratete Link Davis. In diesem Jahr gebar sie auch ihre zweite Tochter Lilly. Sie startete seit 2009 unter dem Namen Kristie Davis.
Wie bereits erwähnt, betrieb Kristie Marano, als sie noch Kristie Stenglein hieß, zunächst Judo. Sie war dabei so erfolgreich, dass sie sich 1996 an der US-amerikanischen Olympiaausscheidung (Trials) für die Olympischen Sommerspiele 1996 in Atlanta beteiligen konnte. Die Qualifikation gelang ihr dabei allerdings nicht. Mit diesem sportlichen Hintergrund wurde sie 1996 US-amerikanische Vizemeisterin bei den Frauen und startete in diesem Jahr auch bereits bei den Weltmeisterschaften in Sofia in der Gewichtsklasse bis 75 kg und wurde dort auf Anhieb (als Kristie Stenglein) hinter der Chinesin Liu Dong Feng und vor Sha Ling-Li aus Taiwan, Anna Schamowa aus Russland und Monika Kowalski aus Polen Vizeweltmeisterin.
1997 wurde Kristie Marano in San Juan (Puerto Rico) Siegerin bei den Panamerikanischen Meisterschaften, wieder in der Gewichtsklasse bis 75 kg. Bei den Weltmeisterschaften der Frauen in Clermont-Ferrand gewann sie in der Gewichtsklasse bis 75 kg nach Siegen über Vanessa Civit aus Frankreich, Saida Riabi aus Tunesien und Anna Schamowa nach einer Niederlage im Finale gegen Kyoko Hamaguchi aus Japan wiederum die Silbermedaille. 1998 nahm sie in Fredrikstad/Norwegen erstmals an Junioren-Weltmeisterschaften teil und gewann dort den Titel vor May Bente Eriksen aus Norwegen und Edyta Witkowska aus Polen. Im gleichen Jahr wurde sie dann in Poznań zum dritten Mal in Folge Vizeweltmeisterin bei den Frauen in der Gewichtsklasse bis 75 kg. Auf dem Weg dazu besiegte sie Vera Bazantowa aus Tschechien und Nina Englich aus Deutschland. Lediglich im Endkampf unterlag sie wieder gegen Kyoko Hamaguchi. Dem zweiten Platz blieb Kristie Marano auch bei den Weltmeisterschaften 1999 in schwedischen Boden treu. Auch dort kam sie nach Siegen über May Bente Eriksen, Jelena Jirnowa sus Russland, Jana Panowa aus Kirgisistan und Elvira Barriga aus Österreich und einer Niederlage im Finale gegen Kyoko Hamaguchi auf diesen Platz.
Im Jahre 2000 wechselte Kristie Marano in die Gewichtsklasse bis 68 kg. Der Wechsel in diese Gewichtsklasse brachte ihr sofort Erfolg, denn sie wurde in diesem Jahr bei den Weltmeisterschaften in Sofia in dieser Gewichtsklasse nach Siegen über Anna Schamowa, Tomeo Miyamoto aus Japan, Xiomara Guevara aus Venezuela und Lise Legrand aus Frankreich erstmals Weltmeisterin bei den Frauen.
In den folgenden Jahren waren auch für Kristie Marano die Erfolge nicht mehr leicht zu erringen. Das Frauenringen hatte sich immer mehr etabliert und die Konkurrenz wurde immer größer. 2001 wurde sie in Santo Domingo wieder Pan Amerikanische Meisterin in der Gewichtsklasse bis 68 kg, konnte sich aber in den Vereinigten Staaten nicht für die Teilnahme an den Weltmeisterschaften dieses Jahres qualifizieren. Im Jahre 2002 war sie aber bei den Weltmeisterschaften in Chalkida/Griechenland wieder am Start und kam dort nach Siegen über Stanka Slatewa aus Bulgarien u. Shannon Samler aus Kanada, einer Niederlage gegen Kateryna Burmistrowa aus der Ukraine und einem Sieg über Ewelina Pruszko aus Polen auf dem 3. Platz, der den Gewinn einer Bronzemedaille bedeutete.
2003 gelang es Kristie Marano in New York zum zweitenmale Weltmeisterin zu werden. In der Gewichtsklasse bis 67 kg schlug sie dabei nacheinander Jodeen Marie MacGregor aus Neuseeland, Martina Zyklova aus Tschechien, Norie Saito aus Japan, Shannon Samler und Ewelina Pruszko. Sie gewann damit, die Junioren-Weltmeisterschaftsmedaille von 1998 mit eingerechnet, bereits ihre achte Weltmeisterschaftsmedaille. Im Jahre 2004 stand bei den Olympischen Spielen in Athen in vier Gewichtsklassen erstmals das Frauenringen auf dem Programm. Die Gewichtsklasse bis 67 kg, in der Kristie Marano startete, war nicht dabei. Sie trainierte deshalb bei den USA-Meisterschaften in die Gewichtsklasse bis 63 kg ab und gewann hier auch den Meistertitel. Offenbar hatte ihr dieses Abtrainieren aber soviel Kraft gekostete, dass sie sich entschloss, bei der US-amerikanischen Olympiaausscheidung (Trials) in der Gewichtsklasse bis 72 kg zu starten. In dieser Gewichtsklasse verlor sie aber in den zwei entscheidenden Kämpfen gegen Toccara Montgomery und verpasste dadurch die Teilnahme in Athen.
In den folgenden Jahren startete sie dann zunächst immer in der Gewichtsklasse bis 72 kg KG. An den nächsten Weltmeisterschaften nahm sie erst wieder im Jahre 2006 teil und kam dabei in Guangzhou/China nach einem Sieg über Darja Karpenko, Kasachstan, einer Niederlage gegen Kyoko Hamaguchi und Siegen über Otschirbatyn Nasanburmaa, Mongolei, Swetlana Sajenko aus der Ukraine und Ohenewa Akuffo aus Kanada zum Gewinn ihrer nächsten Medaille, einer bronzenen. 2007 siegte sie auch erstmals bei Pan Amerikanischen Spielen. In Rio de Janeiro blieb sie vor Ohenewa Akuffo und Rosangela Conceicao aus Brasilien. Ihre vorläufig letzte Weltmeisterschaftsmedaille, ihre zehnte, gewann Kristie Marano dann bei den Weltmeisterschaften 2007 in Baku. Dort besiegte sie Agnieszka Wieszczek aus Polen, Maider Unda Gonzales de Audicana aus Spanien und Güzäl Mänürowa aus Russland, ehe sie im Finale gegen Stanka Slatewa unterlegen war.
Im Jahre 2008 kam Kristie Marano bei den US-amerikanischen Meisterschaften hinter Ali Bernard, Catherine Downing und Iris Smith nur auf den 4. Platz und schaffte es auch bei den Olympiatrials nicht, sich für die Olympischen Spiele in Peking zu qualifizieren.
Nach einer Pause im Jahre 2009, die aus den oben geschilderten Umständen zustande kam (Geburt ihres zweiten Kindes), machte Kristie Marano, nunmehr als Kristie Davis ein Comeback. Es gelang ihr, sich für die Weltmeisterschaften 2010 in Moskau zu qualifizieren. In Moskau scheiterte sie in der Gewichtsklasse bis 67 kg allerdings schon in der 1. Runde an Alla Tscherkassowa aus der Ukraine. Sie belegte deshalb dort nur den 12. Platz. 2011 trainierte sie sogar wieder in die Gewichtsklasse bis 63 kg ab und wurde in Rionegro Pan Amerikanische Meisterin vor Justine Bouchard aus Kanada und Sandra Roa aus Kolumbien.
Es ist davon auszugehen, dass Kristie Davis im Jahre 2012 versuchen wird, sich doch noch für die Teilnahme an Olympischen Spielen zu qualifizieren.

## Internationale Erfolge
| Jahr | Platz | Wettbewerb                                                 | Gewichtsklasse | Ergebnis |
| 1996 | 2.    | WM in Sofia                                                | bis 75 kg      | hinter Liu Dong Feng, China, vor Sha Ling-Li, Taiwan, Anna Schamowa, Russland und Monika Kowalska, Polen                                                                        |
| 1997 | 4.    | Klippan-Lady-Open                                          | bis 75 kg      | hinter Monika Kowalska und Ewelina Pruszko, beide Polen und Anna Schamowa |
| 1997 | 1.    | Panamerikanische Meisterschaften in San Juan (Puerto Rico) | bis 75 kg      | vor Mayra Alessandra Ocampo Aparicio, Venezuela |
| 1997 | 2.    | WM in Clermont-Ferrand                                     | bis 75 kg      | nach Siegen über Vanessa Civit, Frankreich, Saida Riabi, Tunesien und Anna Schamowa und einer Niederlage gegen Kyoko Hamaguchi, Japan                                           |
| 1998 | 1.    | Klippan-Lady-Open                                          | bis 75 kg      | vor Helene Karlsson, Schweden und Nicole Hettich, Deutschland |
| 1998 | 1.    | Junioren-WM in Fredrikstad/Norwegen                        | bis 75 kg      | vor May Bente Eriksen, Norwegen und Edyta Witkowska, Polen |
| 1998 | 2.    | WM in Poznań                                               | bis 75 kg      | nach Siegen über Vera Bazantova, Tschechien und Nina Englich, Deutschland und einer Niederlage gegen Kyoko Hamaguchi                                                            |
| 1999 | 2.    | WM in Boden/Hildursborg                                    | bis 75 kg      | nach Siegen über May Bente Eriksen, Jelena Jirnowa, Russland, Jana Panowa, Kirgisistan u. Elvira Barriga, Österreich und einer Niederlage gegen Kyoko Hamaguchi                 |
| 2000 | 2.    | Klippan-Lady-Open                                          | bis 68 kg      | hinter Anita Schätzle, Deutschland, vor Lene Aanes, Norwegen |
| 2000 | 1.    | WM in Sofia                                                | bis 68 kg      | nach Siegen über Anna Schamowa, Tomoe Miyamoto, Japan, Xiomara Guevara, Venezuela und Lise Legrand, Frankreich                                                                  |
| 2001 | 1.    | Pan Amerikanische Spiele in Santo Domingo                  | bis 68 kg      | vor Xiomara Guevara und Daniele Leanos Luna, Mexiko |
| 2002 | 3.    | WM in Chalkida/Griechenland                                | bis 67 kg      | nach Siegen über Stanka Slatewa, Bulgarien und Shannon Samler, Kanada, einer Niederlage gegen Kateryna Burmistrowa, Ukraine und einem Sieg über Ewelina Pruszko, Polen          |
| 2002 | 2.    | New-York-Athletic-Club-International-Open                  | bis 72 kg      | hinter Toccara Montgomery, vor Monika Kowalski und Ohenewa Akuffo, Kanada |
| 2003 | 2.    | Dave-Schultz-Memorial in Colorado Springs                  | bis 63 kg      | hinter Sara McMann, USA, vor Nikola Hartmann-Dünser, Österreich |
| 2003 | 2.    | Fila-Manitoba-Open                                         | bis 67 kg      | hinter Lene Aanes, vor Megan Buydens, Kanada |
| 2003 | 1.    | WM in New York                                             | bis 67 kg      | nach Siegen über Jodeen Marie MacGregor, Neuseeland, Martina Zyklova, Tschechien, Norie Saito, Japan, Shannon Samler und Ewelina Pruszko                                        |
| 2003 | 1.    | Welt-Cup in Tokio                                          | bis 67 kg      | vor Swetlana Martynenko, Russland, Norie Saito und Martine Dugrenier, Kanada |
| 2003 | 1.    | Sunkist-Kids-International-Open in Tempe (Arizona)         | bis 67 kg      | vor Kelly Branham und Randi Miller, beide USA |
| 2003 | 1.    | New-York-Athletic-Club-International-Open                  | bis 72 kg      | vor Toccara Montgomery, Iris Smith, USA und Marina Gastl, Österreich |
| 2004 | 1.    | Fila-Manitoba-Open                                         | bis 63 kg      | hinter Sara McMann, USA, vor Lene Aanes, Norwegen |
| 2004 | 1.    | Dave-Schultz-Memorial in Colorado Springs                  | bis 63 kg      | vor Lene Aanes, Sara McMann und Viola Yanik, Kanada |
| 2004 | 2.    | Klippan-Lady-Open                                          | bis 63 kg      | hinter Alena Kartaschowa, Russland, vor Helena Allandi, Schweden |
| 2005 | 1.    | Welt-Cup in Clermont-Ferrand                               | bis 67 kg      | vor Lise Legrand u. Kateryna Burmistrowa |
| 2005 | 2.    | New-York-Athletic-Club-International-Open                  | bis 67 kg      | hinter Catherine Downing, USA, vor Stefanie Howorun, Kanada |
| 2006 | 1.    | Dave-Schultz-Memorial in Colorado Springs                  | bis 67 kg      | vor Megan Buydens, Kanada, Catherine Downing und Randi Miller, beide USA |
| 2006 | 1.    | Klippan-Lady-Open                                          | bis 67 kg      | vor Natalja Kuksina, Russland und Michala Krizkova-Spoutsova, Tschechien |
| 2006 | 3.    | Welt-Cup in Nagoya                                         | bis 72 kg      | hinter Ohenewa Akuffo und Kyoko Hamaguchi, vor Swetlana Sajenko und Alena Starodubzewa, Russland                                                                                |
| 2006 | 3.    | WM in Guangzhou                                            | bis 72 kg      | nach einem Sieg über Darja Karpenko, Kasachstan, einer Niederlage gegen Kyoko Hamaguchi und Siegen über Otschirbatyn Nasanburmaa, Mongolei, Swetlana Sajenko und Ohenewa Akuffo |
| 2007 | 1.    | Panamerikanische Spiele in Rio de Janeiro                  | bis 72 kg      | vor Ohenewa Akuffo und Rosangela Conceicao, Brasilien |
| 2007 | 2.    | WM in Baku                                                 | bis 72 kg      | nach Siegen über Agnieszka Wieszczek, Polen, Maider Unda Gonzales de Audicana, Spanien und Güzäl Mänürowa, Russland und einer Niederlage gegen Stanka Slatewa                   |
| 2007 | 2.    | Warschau-Cup                                               | bis 72 kg      | nach Siegen über Maider Unda Gonzales de Audicana u. Agnieszka Wieszczek und einer Niederlage gegen Stanka Slatewa                                                              |
| 2008 | 3.    | Alexander-Medwed-Turnier in Minsk                          | bis 72 kg      | hinter Jekaterina Bukina, Russland und Irina Zyrkewitsch, Weißrussland |
| 2010 | 8.    | Grosser Preis von Deutschland in Dormagen                  | bis 72 kg      | Siegerin: Jekaterina Bukina, Russland vor Marina Gastl, Österreich und Cynthia Vanessa Vescan, Frankreich                                                                       |
| 2010 | 12.   | WM in Moskau                                               | bis 67 kg      | nach einer Niederlage gegen Alla Tscherkassowa, Ukraine |
| 2010 | 1.    | Sunkist-Kids-International-Open in Tempe (Arizona)         | bis 67 kg      | vor Erin Glodgo und Brittany Göbel, beide USA |
| 2010 | 1.    | New-York-Athletic-Club-International-Open                  | bis 63 kg      | vor Elena Piroschkowa und Alli Rogan, beide USA |
| 2011 | 2.    | Welt-Cup in Liévin                                         | bis 67 kg      | hinter Hong Yan, China, vor Yoshiko Inoue, Japan und Otschirbatyn Nasanburmaa und Elena Schalygina, Kasachstan                                                                  |
| 2011 | 1.    | Panamerikanische Spiele in Rionegro                        | bis 63 kg      | vor Justine Bouchard, Kanada und Sandra Roa, Kolumbien |

## US-amerikanische Meisterschaften
| Jahr | Platz | Gewichtsklasse | Ergebnis                                             |
| 1996 | 2.    | bis 75 kg      |                                                      |
| 1997 | 1.    | bis 75 kg      |                                                      |
| 1998 | 1.    | bis 75 kg      |                                                      |
| 1999 | 1.    | bis 75 kg      |                                                      |
| 2000 | 1.    | bis 68 kg      |                                                      |
| 2001 | 2.    | bis 68 kg      | hinter Toccara Montgomery, vor Catherine Downing     |
| 2002 | 2.    | bis 63 kg      | hinter Sara McMann, vor Tori Adams                   |
| 2003 | 2.    | bis 63 kg      | hinter Sara McMann, vor Lauren Lamb                  |
| 2004 | 1.    | bis 63 kg      | vor Sara McMann und Sally Roberts                    |
| 2005 | 1.    | bis 67 kg      | hinter Catherina Downing und Heather Martin          |
| 2006 | 1.    | bis 72 kg      | vor Stephany Lee und Ali Bernard                     |
| 2007 | 1.    | bis 72 kg      | vor Iris Smith und Stephany Lee                      |
| 2008 | 4.    | bis 72 kg      | hinter Ali Bernard, Catherina Downing und Iris Smith |
| 2011 | 2.    | bis 63 kg      | hinter Elena Piroschkowa, vor Alli Ragan             |

## Erläuterungen
- alle Wettbewerbe im freien Stil
- WM = Weltmeisterschaften